# Bighapur
Bighapur là một thị xã và là một nagar panchayat của quận Unnao thuộc bang Uttar Pradesh, Ấn Độ.

## Địa lý
Bighapur có vị trí 26°21′B 80°41′Đ / 26,35°B 80,68°Đ Nó có độ cao trung bình là 122 mét (400 foot).

## Nhân khẩu
Theo điều tra dân số năm 2001 của Ấn Độ, Bighapur có dân số 6287 người. Phái nam chiếm 52% tổng số dân và phái nữ chiếm 48%. Bighapur có tỷ lệ 68% biết đọc biết viết, cao hơn tỷ lệ trung bình toàn quốc là 59,5%: tỷ lệ cho phái nam là 75%, và tỷ lệ cho phái nữ là 61%. Tại Bighapur, 13% dân số nhỏ hơn 6 tuổi.